# Glacier Support Force
Le glacier Support Force est un courant glaciaire passant entre la chaîne Pensacola et le chaînon Argentina pour rejoindre la barrière de Filchner-Ronne, en Antarctique.
Il est cartographié par l'USGS entre 1956 et 1966 et nommé en hommage au soutien logistique apporté par les forces navales à l'United States Antarctic Program.